# Tibellus septempunctatus
Tibellus septempunctatus là một loài nhện trong họ Philodromidae.
Loài này thuộc chi Tibellus. Tibellus septempunctatus được miêu tả năm 1942 bởi Millot.